# Werner Forssmann
Werner Forssmann (en allemand : Werner Forßmann), né le 29 août 1904 à Berlin et mort le 1er juin 1979 à Schopfheim, est un médecin allemand. Il est célèbre pour ses travaux sur le cathétérisme cardiaque.

## Biographie
Werner Forssmann étudie la médecine à l'université Humboldt de Berlin, d'où il sort diplômé en 1929.
Il adhère au parti nazi en 1932 et à la SA ; il est chirurgien militaire durant la guerre et est emprisonné ensuite,.
Il reçoit le prix Nobel de médecine, avec André Frédéric Cournand et Dickinson Richards, en 1956, pour ses travaux sur le cathétérisme cardiaque. Les corécipiendaires avaient lu la publication de Forssmann pendant que ce dernier était en prison ; ils avaient appliqué sa technique au diagnostic et à la recherche cardiaque.
Il meurt à Schopfheim, en Allemagne, d'un arrêt cardiaque, en 1979. Son épouse Elisabeth Engel est morte en 1993.

## Contribution
En 1929, médecin à Eberswalde, il effectue le premier cathétérisme cardiaque.
Ignorant son chef de département, il persuade une infirmière de l'aider. Elle accepte, mais seulement s'il fait l'opération sur elle et non sur lui. Forssmann ne tient pas promesse ; il attache l'infirmière à la table d'opération et fait semblant de l'anesthésier localement et de l'opérer ; mais c'est sur lui qu'il opère.
Il s'anesthésie dans la région cubitale et s'insère une sonde vésicale. Il relâche alors l'infirmière (qui avait alors réalisé que le cathéter n'était pas dans son bras) et lui dit d'appeler la radiologie. À la radiologie, avec l'aide d'un fluoroscope, il enfonce le cathéter les 60 cm qu'il faut pour qu'il atteigne la cavité ventriculaire droite. La prise de rayons-x faite alors montre le cathéter dans son atrium droit.
Cela lui vaut d'être congédié.

## Publications
- « The role of heart catheterization and angiocardiography in the development of modern medicine » [Conférence Nobel de physiologie ou médecine], 1956

## Compléments

### Distinctions, outre le prix Nobel
- Médaille Leibniz de l'Académie des sciences de la RDA (1954)
- Citoyenneté d'honneur de la ville de Bad Kreuznach (1957)[6]
- Croix de grand commandeur[7] de l'ordre du Mérite de la République fédérale d'Allemagne (1964)[6]
- Titre de commandeur de l’ordre des Palmes académiques (1971)[6]
- Doctorat honorifique de la faculté de médecine de l'université Humboldt de Berlin (1977)[6]
- Timbre-poste de 90 cents émis en 2006, en commémoration de l'attribution du prix Nobel[8]
- Prix portant son nom de l'université de la Ruhr à Bochum[6]